# Ісайя Ґорович
Ґорович Ісайя (* 1555 — † 1630) — народився в місті Празі, Чехія. Відомий в Європі і на Близькому Сході знавець та дослідник Талмуда і кабалістики, один із керівників громадського життя єврейства наприкінці XVI — на поч. XVII ст., рабин багатьох єврейських громад у країнах Східної і Центральної Європи (Познань, Краків, Франкфурт-на-Майні близько 1606, Прага — 1614), і тому числі на Волині. З 1621 року до смерті проживав у Палестині. Ґорович — сучасник Острозької слов'яно-греко-латинської академії, у період її розквіту тривалий час обіймав рабинські посади у волинських володіннях князів Острозьких у Дубні (1600) та в Острозі (1603), стояв на чолі вищої талмудичної школи (Єшиботу) при Острозькій синагозі.